# Холмберг, Вернер
Густав Вернер Холмберг (фин. Gustaf Werner Holmberg; 1 ноября 1830, Гельсингфорс, Великое княжество Финляндское — 24 сентября 1860, Дюссельдорф, Германия) — финский художник-пейзажист.

## Биография
Родился 1 ноября 1830 года в Гельсингфорсе, в Великом княжестве Финляндском.
C 1848 по 1852 годы обучался в центральной художественно-промышленной школе рисования Финского художественного общества в Хельсинки.
В 1853 году переехал в Дюссельдорф, где преподавал в Дюссельдорфской академии художеств.
Скончался 24 сентября 1860 года в Дюссельдорфе от туберкулёза.

## Творчество
Известность художнику принесли ряд мастерски выполненных пейзажей, которые полны свободы выразительных средств и исключительно финского ощущения природы, непосредственной близости к ней. Наиболее характерной является картина мастера «Буря на озере Нясиярви», написанная в 1860 г.

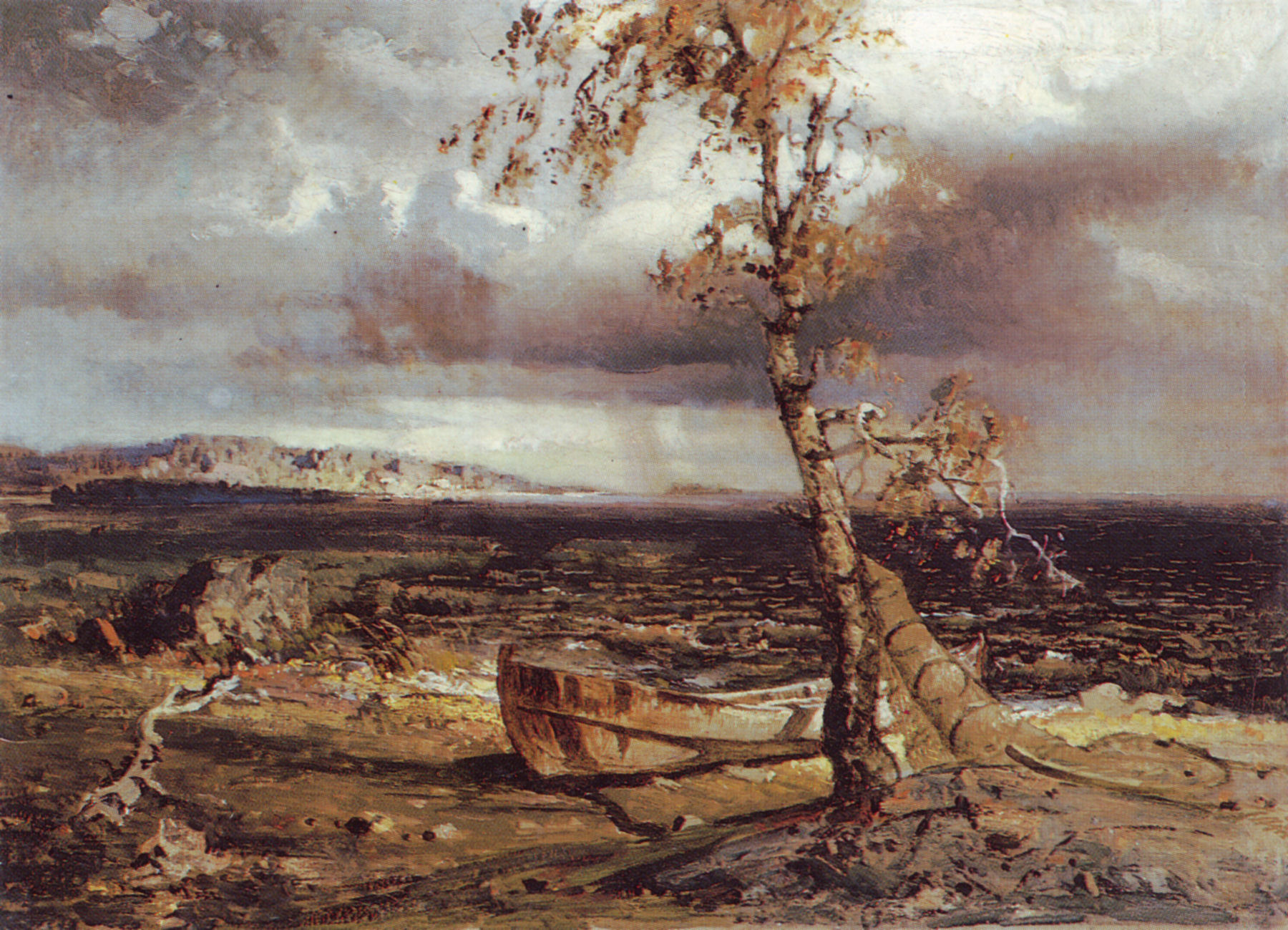
Myrsky Näsijärvellä 1860
Maantie Hämeessä 1860
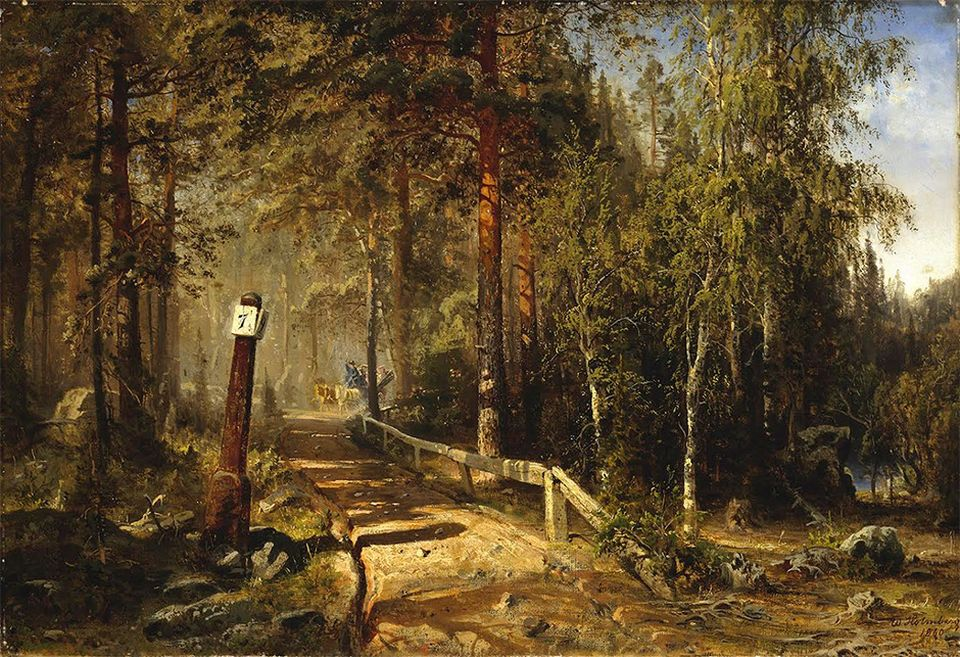
Postitie Hämeessä, 1860
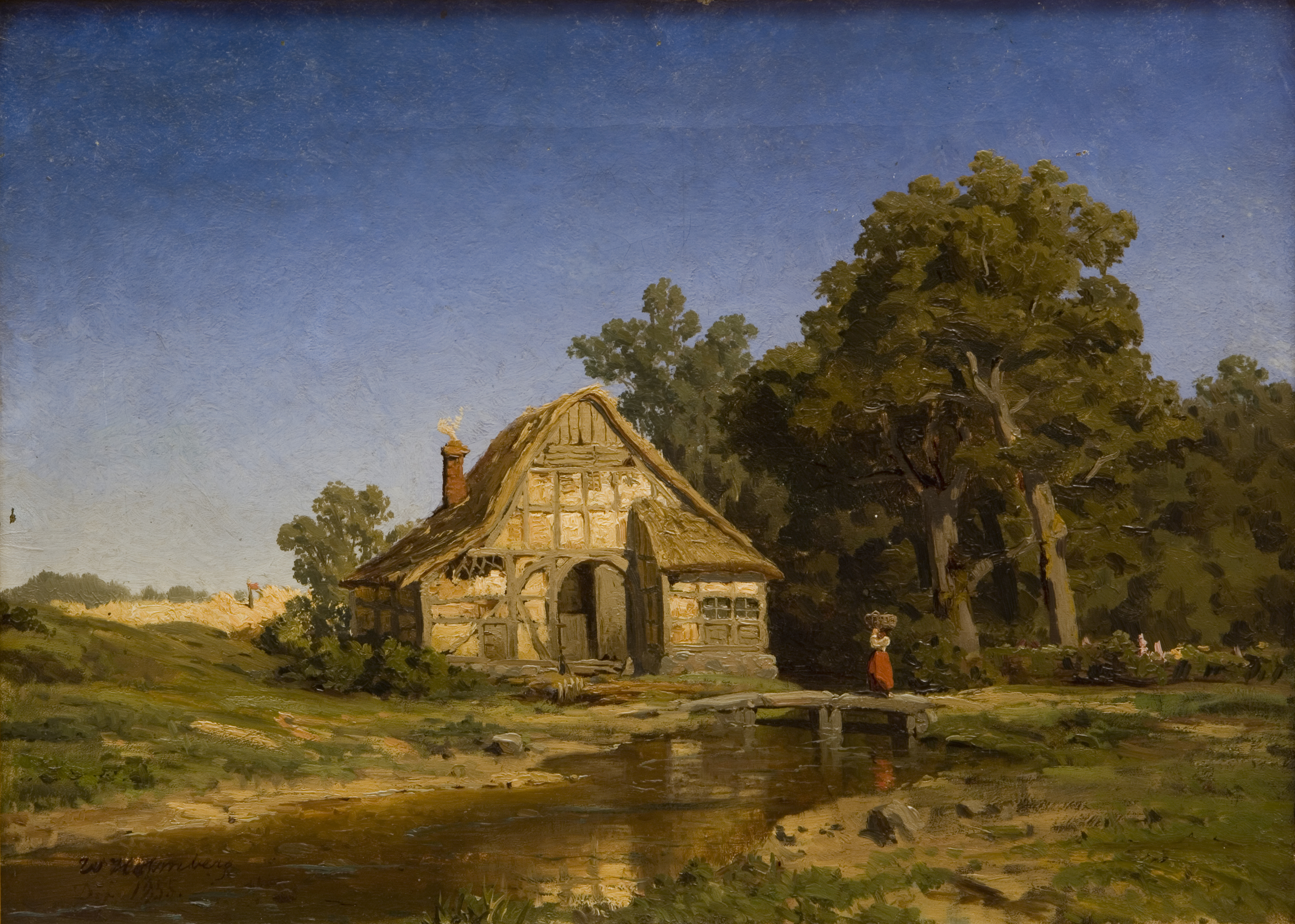
Saksalainen maisema, 1855